# مؤشر نتائج الألعاب البارالمبية
يُعد فهرس نتائج الألعاب البارالمبية قائمة بروابط لمقالات تحتوي على نتائج كل رياضة بارالمبية في الألعاب البارالمبية الصيفية والألعاب البارالمبية الشتوية. السنوات التي لم تظهر هي السنوات التي لم يقام فيها الحدث. السنوات المكتوبة بخط مائل تعني أنها كانت رياضة استعراضية.

## الألعاب البارالمبية الصيفية
تقام الألعاب البارالمبية الصيفية كل أربع سنوات منذ عام 1960.
- 1960
- 1964
- 1968
- 1972
- 1976
- 1980
- 1984
- 1988
- 1992
- 1996
- 2000
- 2004
- 2008
- 2012
- 2016
- 2020
- 2024
- 2028

### النبالة
- 1960
- 1964
- 1968
- 1972
- 1976
- 1980
- 1984
- 1988
- 1992
- 1996
- 2000
- 2004
- 2008
- 2012
- 2016[الإنجليزية]
- 2020

### ألعاب القوى[7][8]
- 1960
- 1964
- 1968
- 1972
- 1976
- 1980
- 1984
- 1988
- 1992
- 1996
- 2000
- 2004
- 2008
- 2012
- 2016
- 2020

### بوتشيا[9][10]
- 1984
- 1988
- 1992
- 1996
- 2000
- 2004
- 2008
- 2012
- 2016
- 2020

### كرة القدم الخماسية في دورة الألعاب البارالمبية الصيفية
- 2004
- 2008
- 2012
- 2016
- 2020

### كرة القدم السباعية في دورة الألعاب البارالمبية الصيفية
- 1984
- 1988
- 1992
- 1996
- 2000
- 2004
- 2008
- 2012
- 2016
- 2020

### ركوب الدراجات[11][12]
- 1984
- 1988
- 1992
- 1996
- 2000
- 2004
- 2008
- 2012
- 2016
- 2020

### لعبة السهام
- 1960
- 1964
- 1968
- 1972
- 1976
- 1980

### الفروسية
- 1984
- 1996
- 2000
- 2004
- 2008
- 2012
- 2016
- 2020

### كرة الهدف
- 1972
- 1976
- 1980
- 1984
- 1988
- 1992
- 1996
- 2000
- 2004
- 2008
- 2012
- 2016
- 2020

### جودو
- 1988
- 1992
- 1996
- 2000
- 2004
- 2008
- 2012[الإنجليزية]
- 2016[الإنجليزية]
- 2020

### ملاعب العشب
كانت لعبة بولنغ المخضرة موجودة في البرنامج من عام 1968 إلى عام 1988، وفي عام 1996.
- 1968
- 1972
- 1976
- 1980
- 1984
- 1988
- 1996

### باراكانو
- 2016
- 2020

### سباق ثلاثي
- 2016
- 2020

### رفع الأثقال
- 1984
- 1988
- 1992
- 1996
- 2000
- 2004
- 2008
- 2012
- 2016[الإنجليزية]
- 2020

### التجديف
- 2008[الإنجليزية]
- 2012[الإنجليزية]
- 2016[الإنجليزية]
- 2020

### الإبحار
- 1996
- 2000
- 2004
- 2008
- 2012
- 2016
- 2020

### الرماية
- 1976
- 1980
- 1984
- 1988
- 1992
- 1996
- 2000
- 2004
- 2008
- 2012
- 2016
- 2020

### سنوكر
- 1960
- 1964
- 1968
- 1972
- 1976
- 1984
- 1988

### السباحة
- 1960
- 1964
- 1968[الإنجليزية]
- 1972
- 1976[الإنجليزية]
- 1980
- 1984
- 1988[الإنجليزية]
- 1992
- 1996
- 2000
- 2004
- 2008
- 2012
- 2016
- 2020

### تنس الطاولة
- 1960
- 1964
- 1968
- 1972
- 1976
- 1980
- 1984
- 1988
- 1992
- 1996
- 2000
- 2004
- 2008
- 2012
- 2016
- 2020

### الكرة الطائرة
- 1976
- 1980
- 1984
- 1988
- 1992
- 1996
- 2000
- 2004
- 2008
- 2012
- 2016
- 2020

### رفع الأثقال
- 1964
- 1968
- 1972
- 1976
- 1980
- 1984
- 1988
- 1992

### كرة السلة على الكراسي المتحركة
- 1960
- 1964
- 1968
- 1972
- 1976
- 1980
- 1984
- 1988
- 1992
- 1996
- 2000
- 2004
- 2008
- 2012
- 2016
- 2020

### المبارزة على الكراسي المتحركة
- 1960
- 1964
- 1968
- 1972
- 1976
- 1980
- 1984
- 1988
- 1992
- 1996
- 2000
- 2004
- 2008
- 2012
- 2016
- 2020

### الرجبي على الكراسي المتحركة
- 1996
- 2000
- 2004
- 2008
- 2012
- 2016
- 2020

### التنس على الكراسي المتحركة
- 1988[الإنجليزية]
- 1992[الإنجليزية]
- 1996[الإنجليزية]
- 2000[الإنجليزية]
- 2004[الإنجليزية]
- 2008[الإنجليزية]
- 2012
- 2016[الإنجليزية]
- 2020

### مصارعة
أقيمت منافسات المصارعة في عامي 1980 و1984.
- 1980
- 1984

## الألعاب البارالمبية الشتوية
أقيمت الألعاب البارالمبية الشتوية كل أربع سنوات من عام 1976 إلى عام 1992، ثم كل أربع سنوات منذ عام 1994.
- 1976
- 1980
- 1984
- 1988
- 1992
- 1994
- 1998
- 2002
- 2006
- 2010
- 2014
- 2018
- 2022
- 2026

### التزلج الألبي
- 1976
- 1980
- 1984
- 1988
- 1992
- 1994
- 1998
- 2002
- 2006
- 2010[الإنجليزية]
- 2014
- 2018

### هوكي الجليد البارالمبي
- 1994
- 1998
- 2002
- 2006
- 2010
- 2014
- 2018

### سباق سرعة الزلاجة الجليدية
- 1980
- 1984
- 1988
- 1994
- 1998

### التزلج النوردي البارالمبي

#### البياثلون
- 1988
- 1992
- 1994
- 1998
- 2002
- 2006
- 2010
- 2014
- 2018

#### التزلج الريفي
- 1976
- 1980
- 1984
- 1988
- 1992
- 1994
- 1998
- 2002
- 2006
- 2010
- 2014
- 2018

### التزلج على الجليد
- 2014
- 2018

### الكيرلنغ على الكراسي المتحركة
- 2006
- 2010
- 2014
- 2018